# Arteria ethmoidalis anterior
Die Arteria ethmoidalis anterior („vordere Siebbeinarterie“) ist eine Schlagader des Kopfes. Sie entspringt der die Augen und die Augenhöhle des Menschen versorgenden Arteria ophthalmica, versorgt die vorderen Siebbeinzellen, verläuft durch die Siebplatte (lat. Lamina cribrosa) und anschließend über die arteriellen Endäste nasales anteriores laterales et septi zur Nasenhöhle. Sie ist neben der ebenfalls von der Arteria ophthalmica entspringenden Arteria ethmoidalis posterior bei einer frontobasalen Verletzung (vordere Schädelbasis) u. a. für Nasenbluten (lat. Epistaxis) aus dem Nasendach verantwortlich.

## Zuflüsse
- Arteria ophthalmica

## Äste
- Arteria meningea anterior („vordere Hirnhautarterie“)